# كانجيكسوجواك (كيبك)
كانجيكسوجواك (بالإنجليزية: Kangiqsujuaq, Quebec)‏ هي بلدة تقع في كندا في كيبك. يقدر عدد سكانها بـ 696 نسمة ومساحتها 12.60 كم2 .